# Lụa

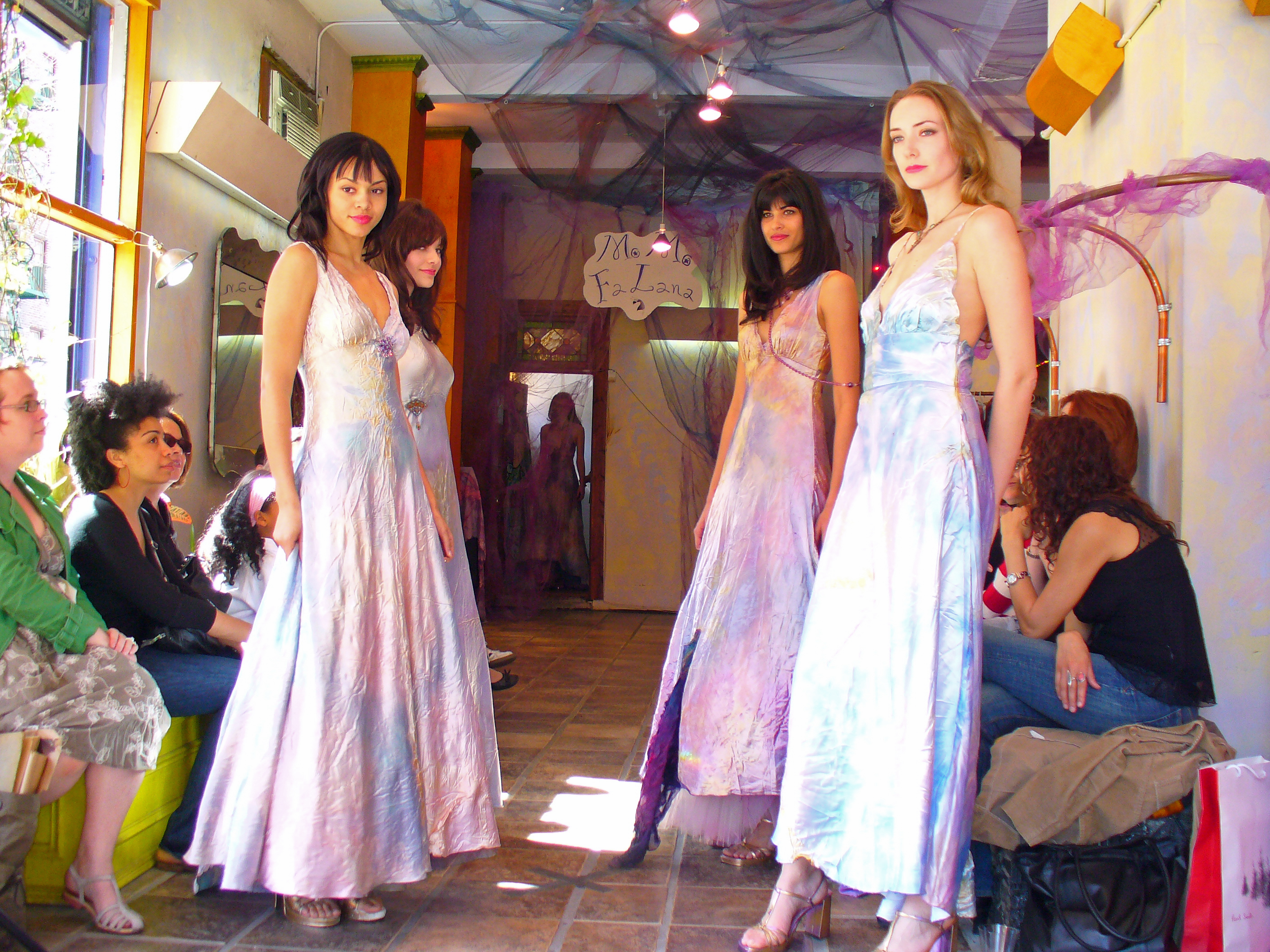
Áo lụa

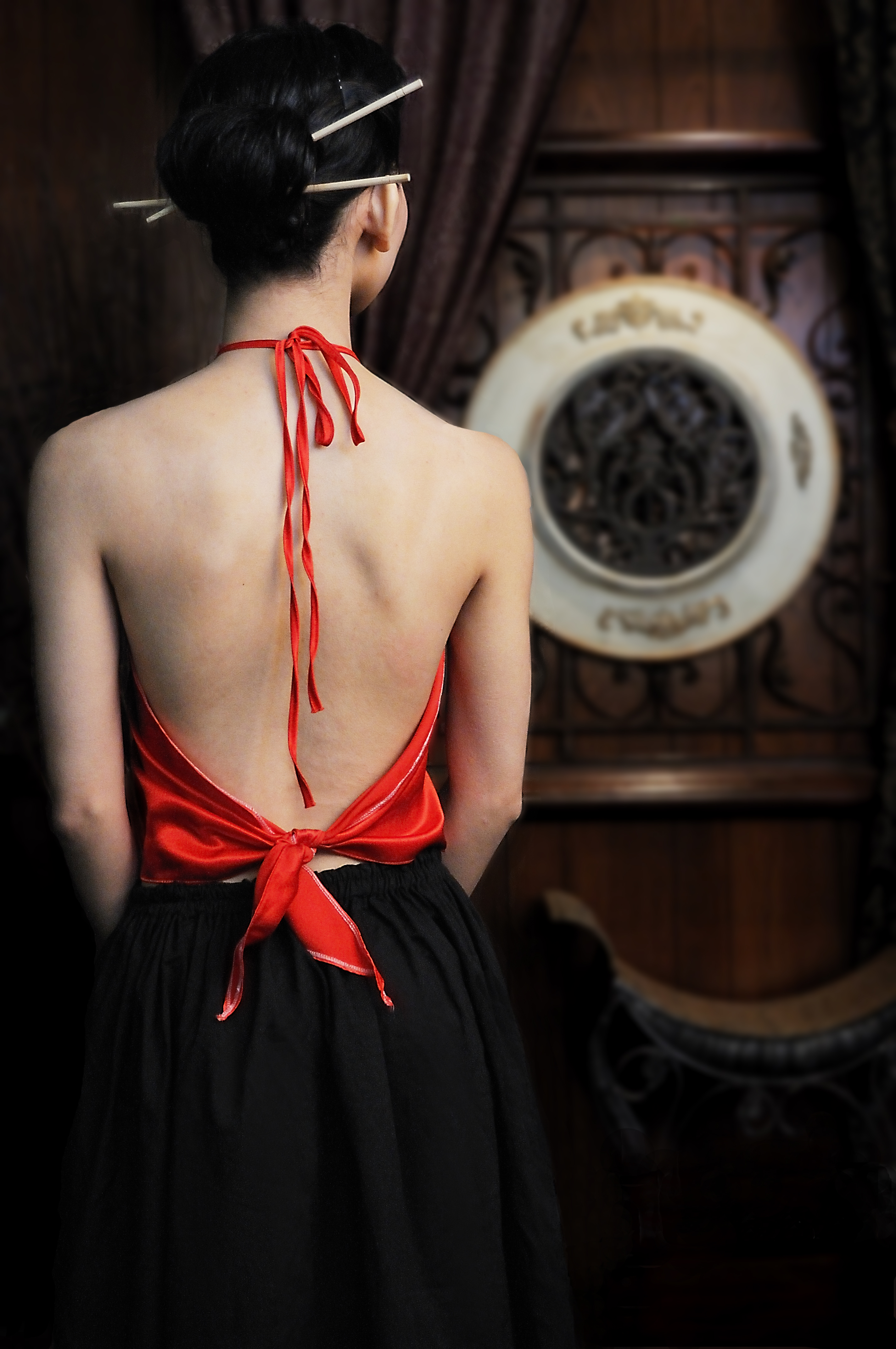
Yếm lụa đào

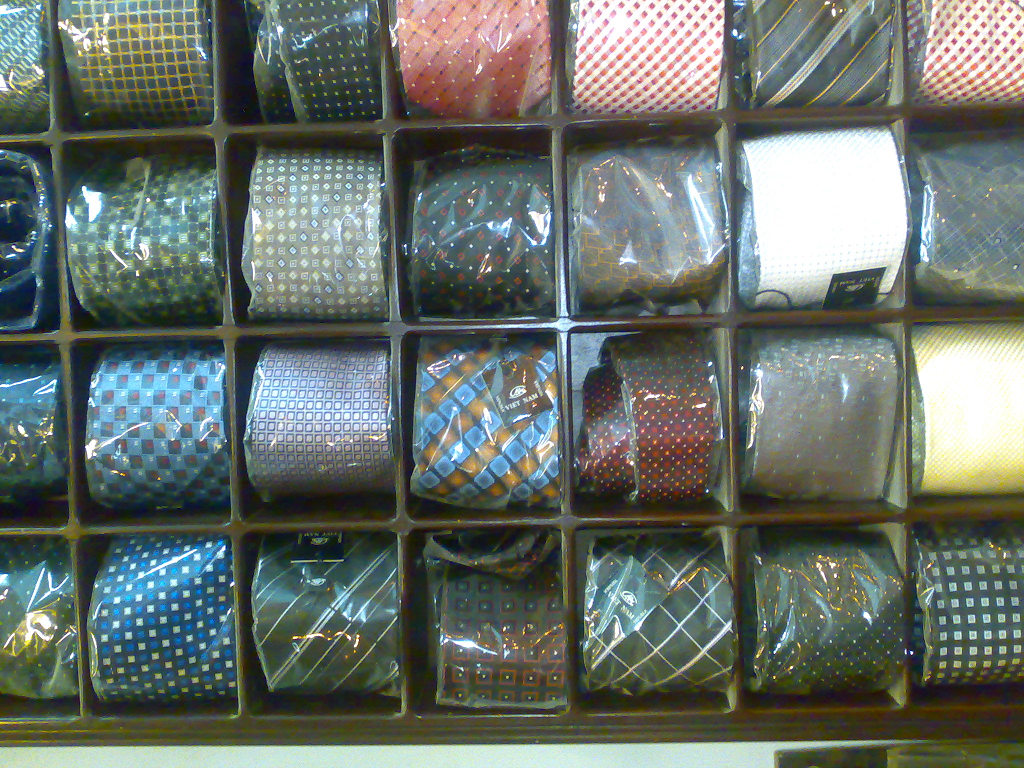
Cà vạt lụa, bày tại phố Hàng Hành, Hà Nội

Lụa là một loại vải mịn, mỏng được dệt bằng tơ. Loại lụa tốt nhất được dệt từ tơ tằm. Người ta nuôi tằm (Bombyx mori), lấy tơ xe sợi dệt thành lụa. Đây là một nghề có từ rất lâu đời và có nguồn gốc từ Trung Quốc. Lụa đã từng là thứ đắt tiền chỉ dành cho tầng lớp thượng lưu trong xã hội. Lụa đã được vận chuyển từ Trung Quốc và bán cho các nước phương Tây thông qua con đường tơ lụa.
Do có cấu trúc dạng lăng kính tam giác, lụa phản chiếu ánh sáng chiếu vào nó với nhiều góc độ khác nhau tạo nên vẻ óng ánh đặc trưng.
Tơ "tự nhiên" được tạo ra bởi một loài sâu bướm chứ không phải tằm dâu. Nó được gọi là "tự nhiên" vì người ta không thể nuôi loài sâu bướm này như tằm dâu được. Từ rất xưa, nhiều loại lụa tự nhiên đã được dùng ở Trung Quốc, Ấn Độ và châu Âu mặc dù không nhiều bằng lụa từ tằm dâu. Ngoài khác nhau về màu sắc và kết cấu, lụa tự nhiên còn có một đặc điểm khác nữa là: bướm nở ra trước có thể làm hỏng các kén khác nên những sợi tơ dài tạo nên các kén đó sẽ bị đứt ra thành nhiều sợi ngắn hơn. Khi nuôi tằm dâu, người ta nhúng các nhộng vào nước sôi trước khi bướm hình thành hoặc xâu từng con một bằng kim nên cả kén còn nguyên sẽ được tháo ra thành một sơi dài liên tục. Nhờ vậy mà vải dệt từ loại lụa này sẽ chắc hơn. Lụa tự nhiên cũng khó nhuộm hơn.
Có một vài bằng chứng cho thấy có một lượng ít tơ lụa tự nhiên đã được sản xuất ở vùng Địa Trung Hải và Trung Đông cùng lúc với tơ lụa nuôi cấy ở Trung Hoa nhập tới.

## Lịch sử

### Trung Hoa

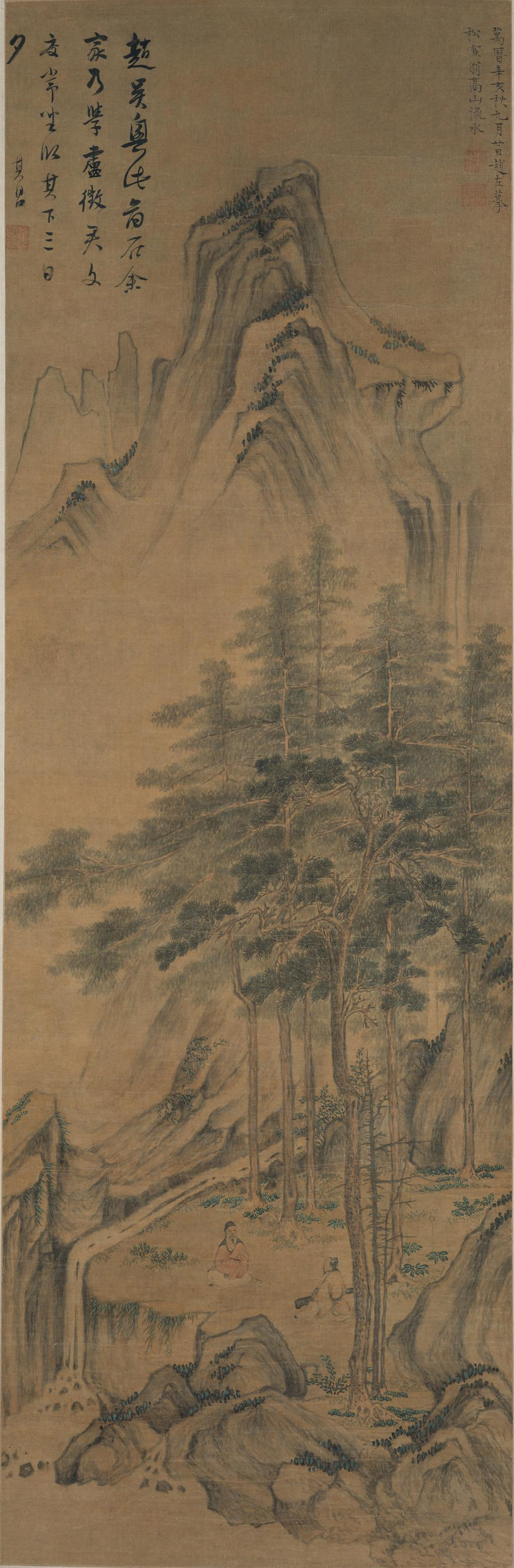
Nước chảy từ núi cao của Zhao Zuo, 1611 C.N., đời nhà Minh được vẽ trên vải lụa.

Nghề dệt lụa xuất hiện đầu tiên ở Trung Quốc có thể từ rất sớm khoảng năm 6000 TCN nhưng chắc chắn là khoảng năm 3000 TCN là đã có. Ban đầu, chỉ có vua mới được dùng hoặc ban tặng cho người khác; tuy nhiên sau đó thì lụa dần dần được các tầng lớp xã hội ở Trung Quốc dùng, ở nhiều nơi rồi lan ra đến các vùng khác của châu Á. Lụa nhanh chóng trở thành một thứ hàng cao cấp ở những nơi mà thương nhân người Hoa đặt chân tới, bởi nó bền và có vẻ đẹp óng ánh. Nhu cầu về lụa thì nhiều và nó trở thành một ngành thương nghiệp xuyên quốc gia. Tháng 7 năm 2007, các nhà khảo cổ đã phát hiện ra những mẫu vải lụa được dệt và nhuộm một cách tinh xảo trong một ngôi mộ ở tỉnh Giang Tây có từ đời nhà Đông Chu, cách đây khoảng 2500 năm.
Bằng chứng đầu tiên về việc mua bán tơ lụa là việc phát hiện sợi tơ trong tóc của một xác ướp Ai Cập. Lụa đã được đưa tới tiểu lục địa Ấn Độ, Trung Đông, châu Âu và Bắc Phi thông qua con đường tơ lụa nổi tiếng.
Các vị vua Trung Hoa đã cố gắng giữ bí mật nghề nuôi tằm nhằm giữ thế độc quyền của người Trung Hoa. Tuy nhiên người Triều Tiên đã học được nghề này vào khoảng năm 200 T.C.N, sau đó là người Khotan cổ vào khoảng nửa đầu thế kỷ 1 C.N. và người Ấn Độ khoảng năm 300 C.N.

### Việt Nam
Các nhà khảo cổ học Việt Nam đã phát hiện ra lụa ở các di chỉ thời kỳ đồ đồng tại mộ Châu Can và mộ Việt Khê thuộc văn hoá Đông Sơn. Dọi xe chỉ được phát hiện ở di chỉ Phùng Nguyên chi thấy người Việt thời cổ đại dã biết dệt lụa. Năm 2002, trung tâm tiền sử Đông Nam Á kết hợp với bảo tàng Hưng Yên khai quật khu mộ táng hình thuyền ở Động Xá, huyện Kim Động, tỉnh Hưng Yên. Từ khoảng 1200 miếng vải to nhỏ khai quật được phát hiện ra 7 loại vải, làm từ ba cỡ sợi của hai lối dệt khác nhau. Ngoài những phát hiện các loại vải khá giống ở mộ Châu Can, mộ Động Xá còn tìm thấy hơn 20 miếng vải làm từ những băng sợi lanh màu nhuộm chàm. Nền vải chính dệt xen kẽ những sợi gai cho thấy sự đa dạng trong kiểu cách thời bấy giờ, có những loại vải phục vụ riêng cho yêu cầu trang trí hoặc để may cắt và thêu trang phục. [4]Năm 2005 hai tiến sĩ khảo cổ học Nguyễn Việt và Bùi Văn Liêm hợp tác với hai tiến sĩ khảo cổ học người Úc, khai quật ngôi mộ ở Động Xá (Hưng Yên) có niên đại 2.100 (+_60 năm). Trong ngôi mộ tìm thấy một tấm vải liệm còn nguyên vẹn, bên trong còn bọc vài lớp vải nữa... Họ kết luận: "Dữ liệu vải sợi của đội khảo cổ Việt Nam - Úc ở Đông Xá khẳng định rằng, nghề dệt vải đã phát triển trong thời đại kim khí ở Bắc Việt Nam và rằng vải giữ vai trò trung tâm trong mộ táng Đông Sơn, không chỉ cho trang phục mà còn làm chiếu, vải bọc và vải liệm. Theo thần tích làng Cổ Đô, huyện Ba Vì thì nghề chăn tằm, ươm tơ đã có từ thời vua Hùng Vương thứ 6 do công chúa Thiều Hoa khởi nghiệp. Nêu theo đó dân làng vốn giỏi nghề dệt lụa thờ Thiều Hoa làm thành hoàng
Trong thư tịch thì sách Hán Thư cũng ghi là người Lạc Việt biết trồng dâu nuôi tằm và lại ghi rõ là "một năm có hai vụ lúa, tám lứa tằm"
Tục ngữ Việt Nam có câu "Người đẹp vì lụa, lúa tốt vì phân" ý nói cách ăn mặc tạo nên vẻ đẹp bề ngoài và câu "Chiếu Nga Sơn, gạch Bát Tràng, vải tơ Nam Định, lụa hàng Hà Đông" để nói về làng Vạn Phúc (quận Hà Đông, Hà Nội) là một làng nghề nổi tiếng dệt lụa đẹp với nhiều mẫu hoa văn và lâu đời. Bài hát phổ biến Áo lụa Hà Đông của nhạc sĩ Ngô Thụy Miên phổ thơ Nguyên Sa cũng ca ngợi vẻ đẹp của lụa Hà Đông. Bộ phim Áo lụa Hà Đông, một bộ phim đạt giải "Khán giả bình chọn" ở Liên hoan phim Busan, Hàn Quốc, tháng 10 năm 2006, nói về nét đẹp của áo dài may bằng lụa Hà Đông. Ngoài ra, lụa Lãnh Mỹ A ở thị xã Tân Châu, An Giang cũng được nhiều người biết đến.

## Đặc tính

### Đặc tính vật lý
- Mặt cắt ngang sợi tơ có hình dạng tam giác với các góc tròn.
- Vì có hình dạng tam giác nên ánh sáng có thể rọi vào ở nhiều góc độ khác nhau, sợi tơ có vẻ óng ánh tự nhiên.
- Người cầm có thể cảm nhận được vẻ mịn và mượt mà của lụa không giống như các loại vải dệt từ sợi nhân tạo.

### Đặc tính cơ học
- Tơ lụa là một trong những sợi tự nhiên chắc nhất, tuy nhiên khi ướt độ chắc giảm còn 20%.
- Tơ lụa có độ co giãn trung bình hoặc kém.

### Đặc tính hóa học
- Cấu trúc
- Khả năng giữ nước tốt: 11%
- Độ dẫn điện và dẫn nhiệt kém nên thích hợp cho thời tiết lạnh, tuy nhiên dễ bị dính vào da.
- Tơ lụa không còn bền khi phơi nhiều dưới nắng và cũng bị sâu bọ cắn đặc biệt là khi để dơ bẩn.
- Không tan trong acid khoáng. Bị vàng bởi mồ hôi và tan trong sulphuric acid.

## Sử dụng

### Các hàng dệt bằng tơ
Tại Việt Nam ngành dệt bằng tơ lụa đã có từ lâu nên trong tiếng Việt có sự phân biệt rõ ràng giữa các hàng dệt bằng tơ. Phổ thông nhất là lụa.
- Đũi (Hán tự:Đề綈) hoặc sồi (䋘) dệt bằng tơ kém vì tơ sần hoặc có cục,thô nhưng bền.
- Lĩnh (綾) dệt dày bằng cách dùng nhiều sợi mắc rồi đem phết hồ. Trong Nam có Lãnh Mỹ A rất nổi tiếng.
- Đoạn (緞) giống như lĩnh nhưng dày hơn nữa, căng nhiều sợi mắc làm mặt lụa thêm óng ả.[2] Đoạn thường dùng làm áo nhồi bông mặc vào mùa lạnh.
- The (Hán tự:Thi絁) hoặc sa (紗) dệt dùng sợi mỏng và dệt thưa, có thể nhìn qua được.
- Xuyến dệt giống như the nhưng chia ra vài sợi thưa, rồi lại vài sợi mau.[3]

### Quần áo
Quần áo bằng lụa rất thích hợp với thời tiết nóng và hoạt động nhiều vì lụa dễ thấm mồ hôi. Quần áo lụa cũng thích hợp cho thời tiết lạnh vì lụa dẫn nhiệt kém làm cho người mặc ấm hơn.

### Đồ trang trí
Vì lụa có vẻ đẹp trang nhã, óng ánh nên hay được dùng làm màn, rèm.

### Ứng dụng khác
Ngoài dùng để may quần áo và làm thành các đồ thủ công, lụa còn được dùng làm dù (để nhảy), lốp xe đạp, chăn mền và túi đựng thuốc súng. Áo giáp chống đạn trước kia cũng làm từ lụa cho đến Chiến tranh thế giới thứ nhất. Bằng quá trình xử lý đặc biệt, tơ lụa có thể dùng làm chỉ không hấp thụ trong phẫu thuật. Các thầy thuốc Trung Quốc đã từng sử dụng lụa để làm mạch máu nhân tạo. Lụa cũng dùng để viết.

## Phương pháp sản xuất

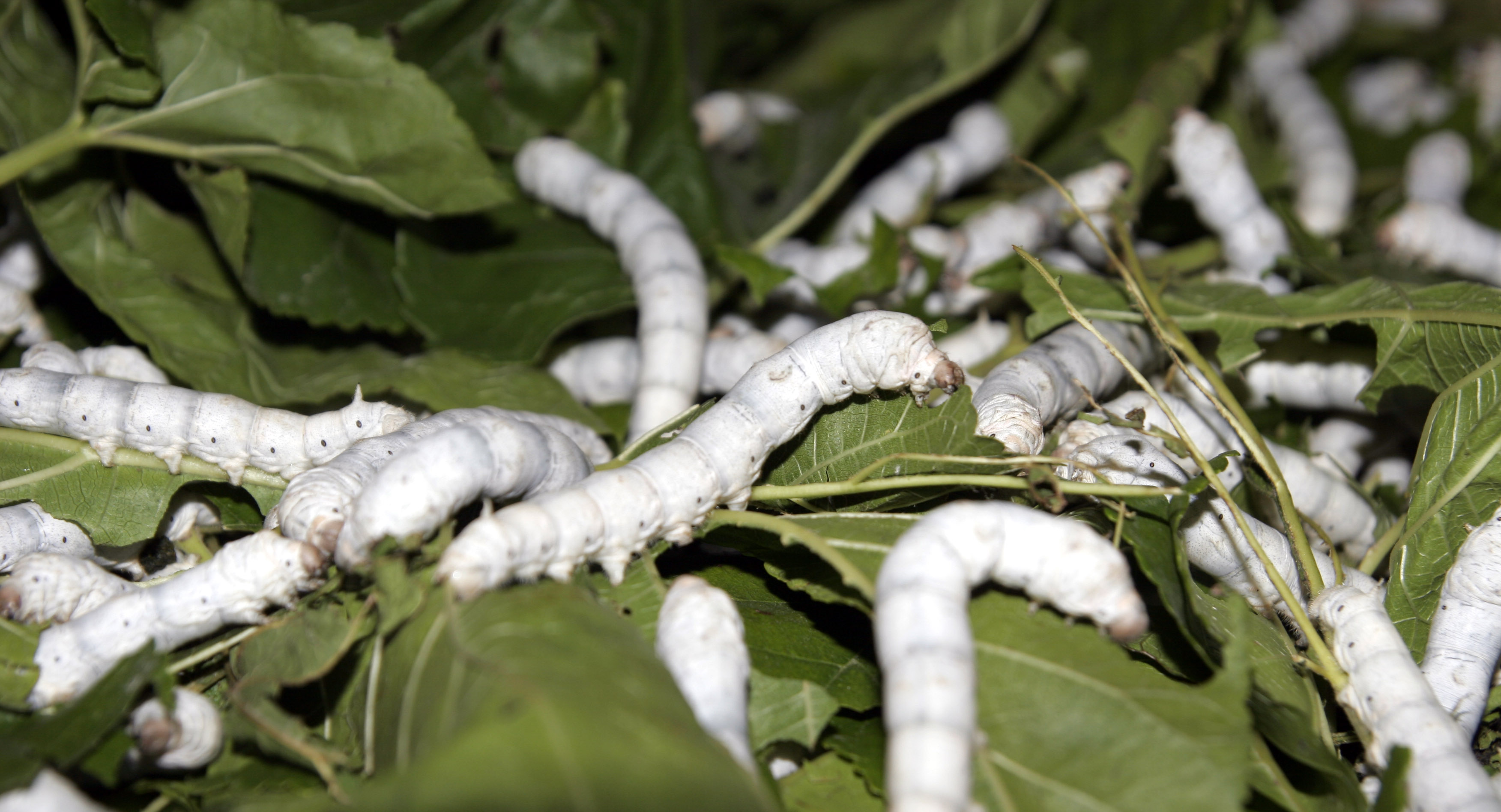
Tằm đã 3 tuần tuổi
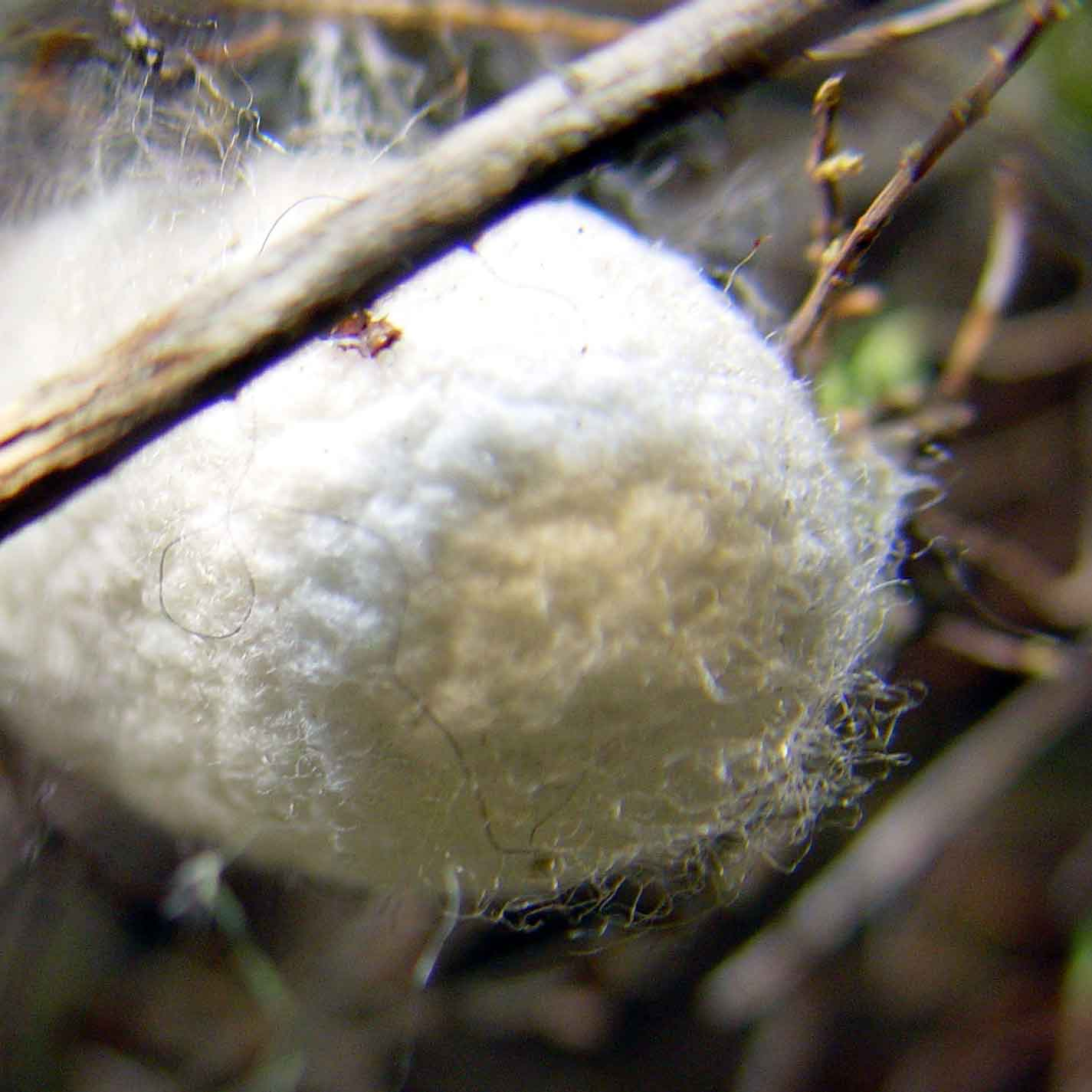
Kén tằm
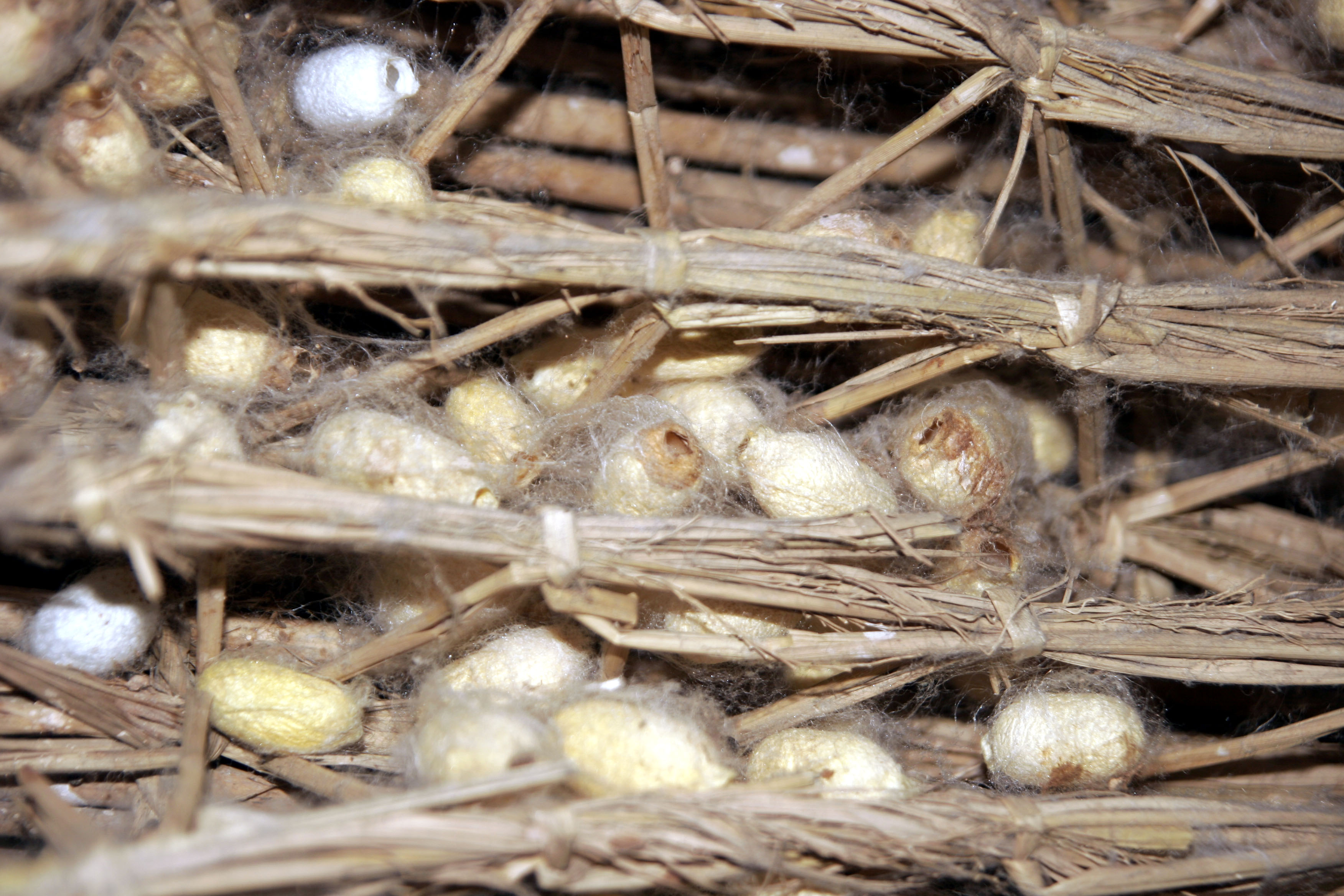
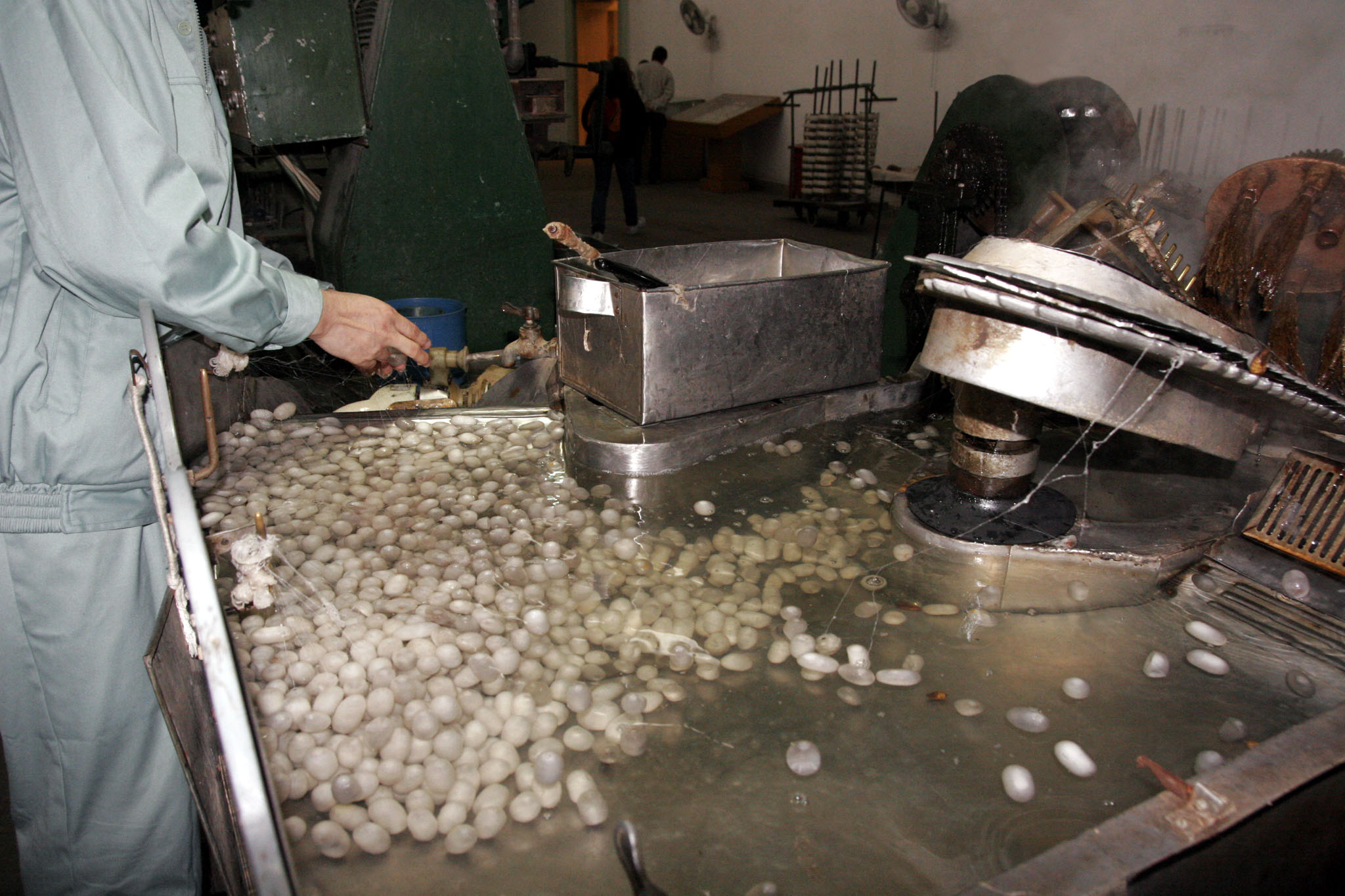
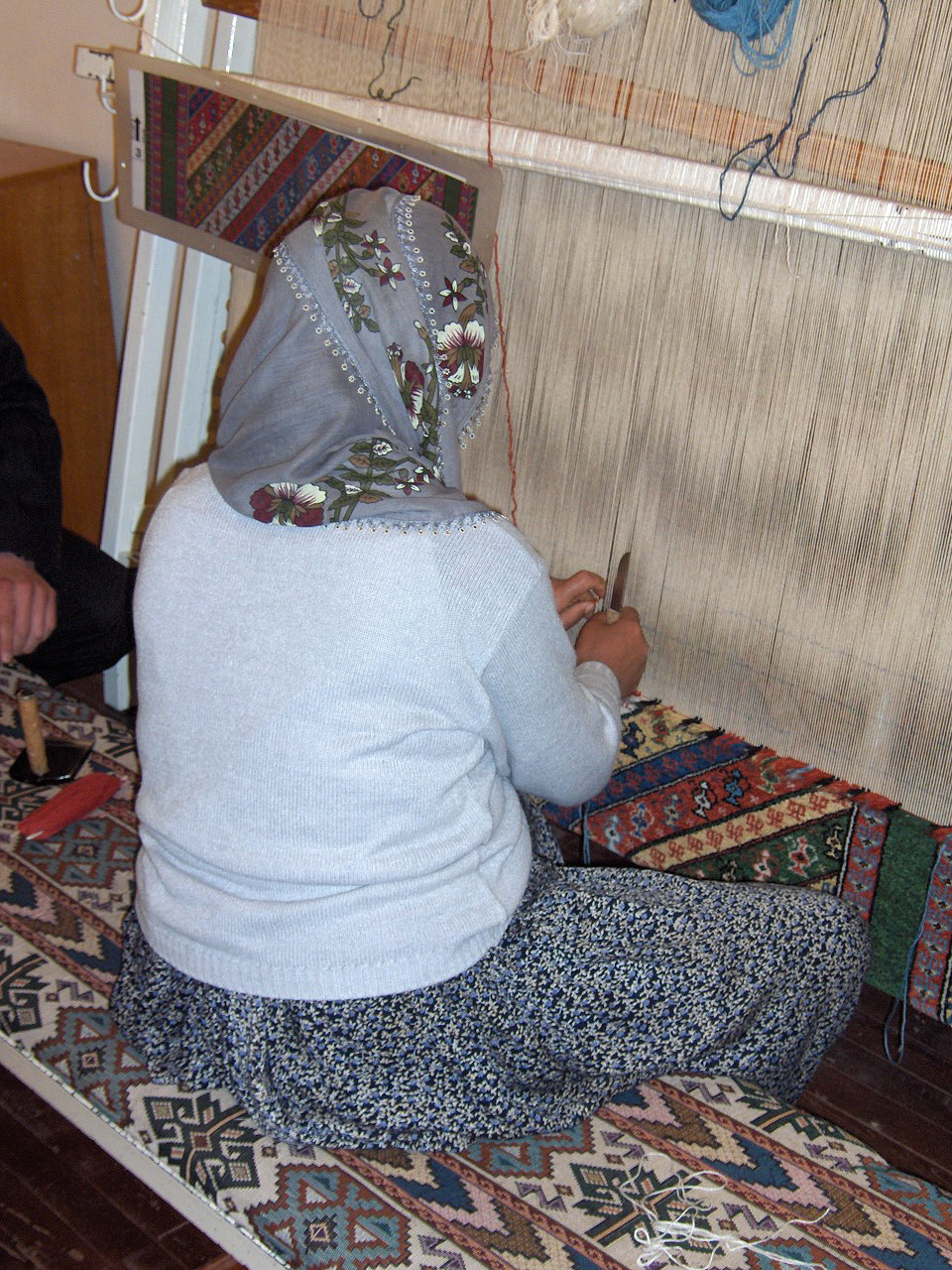
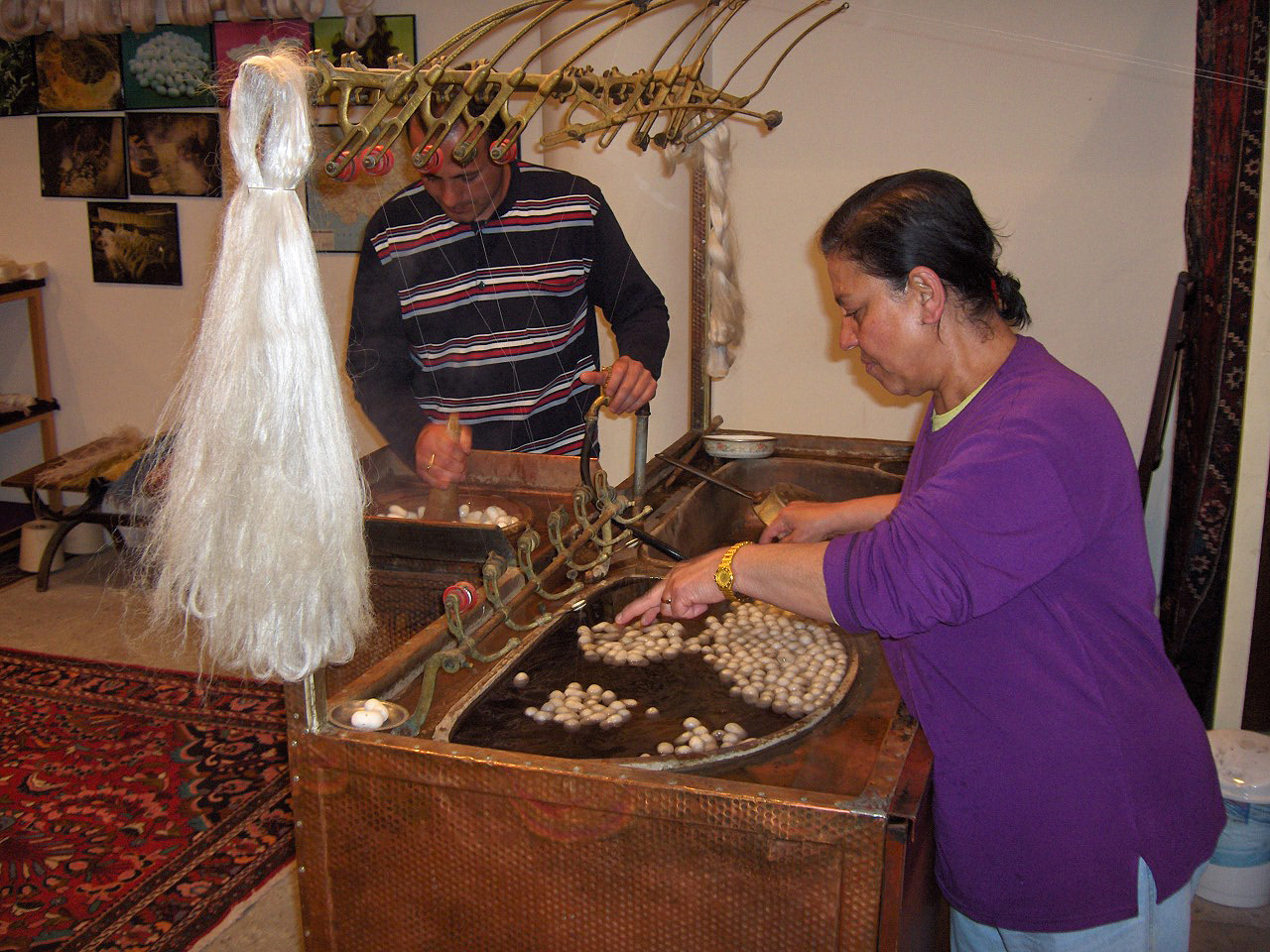
Bắt sợi
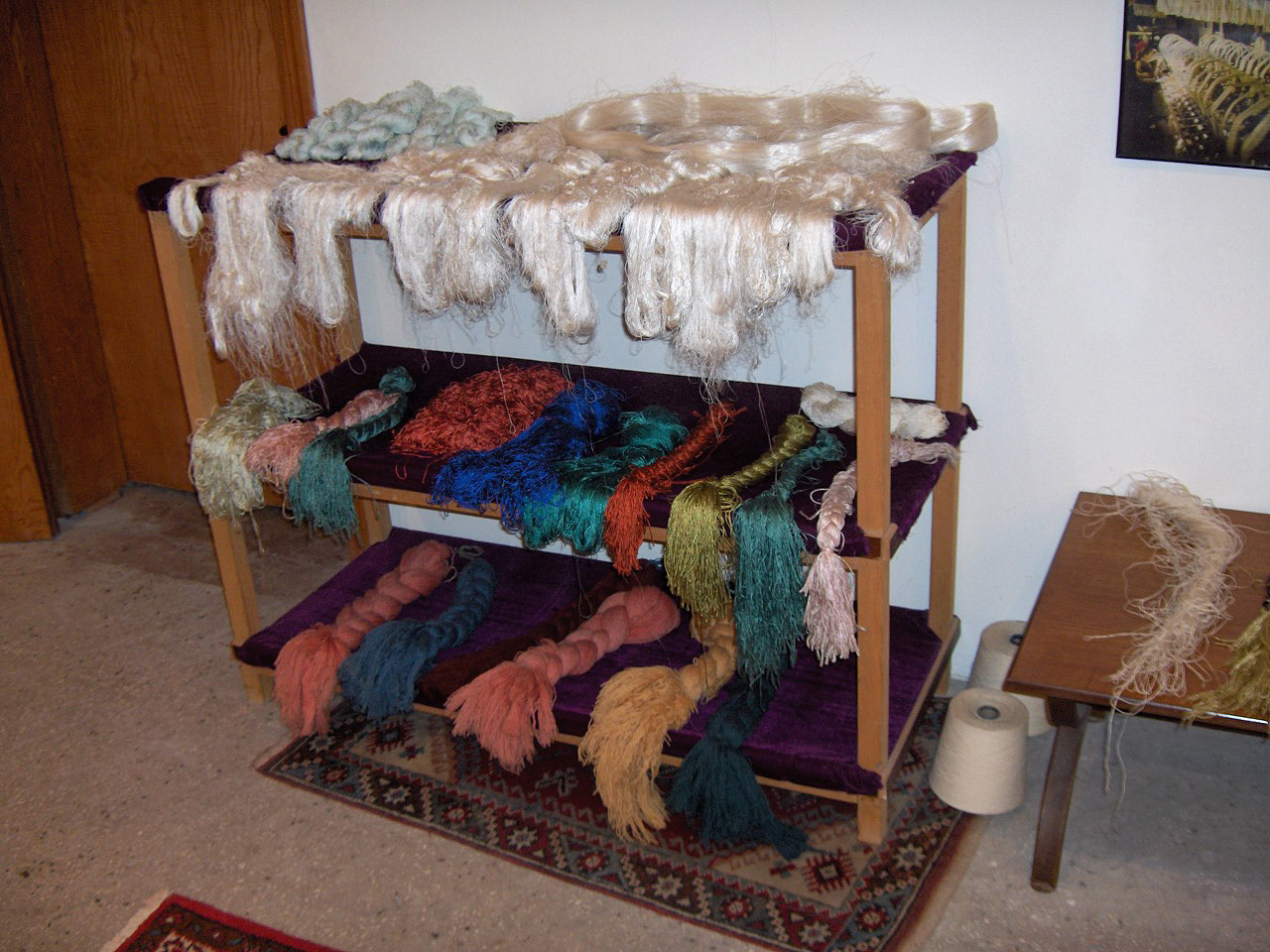
Tơ sau khi nhuộm
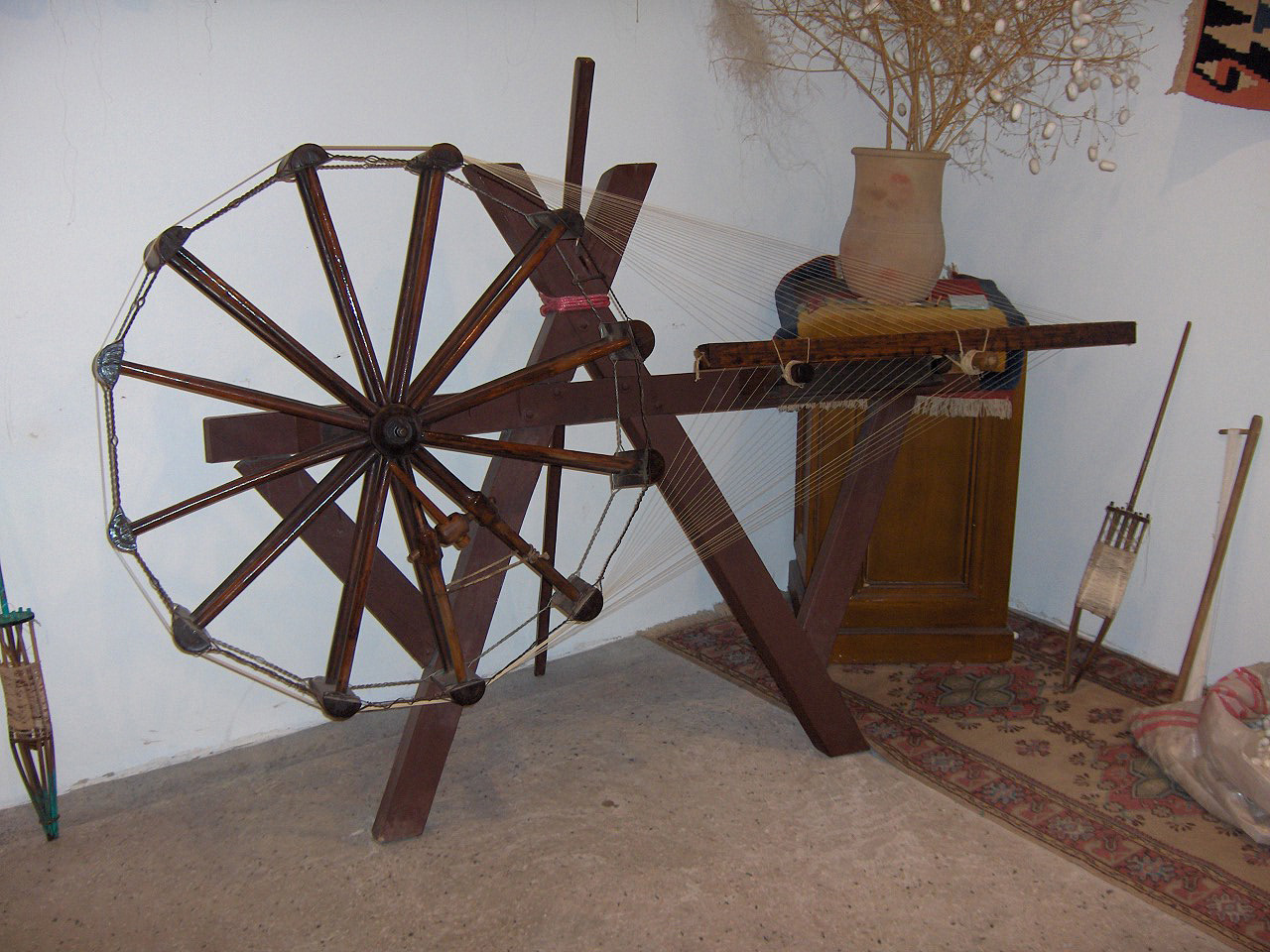
Guồng xe tơ ở Thổ Nhĩ Kỳ
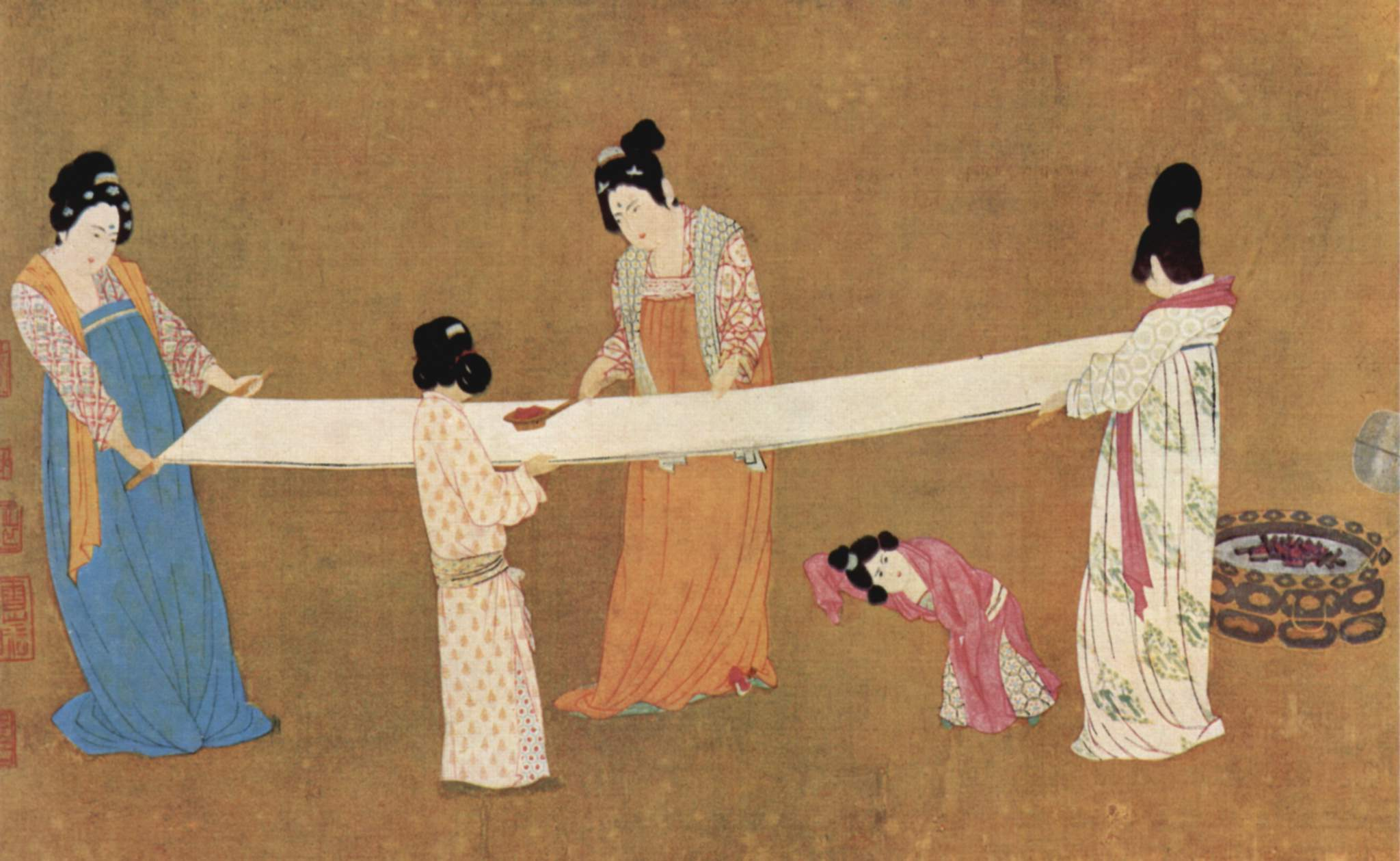
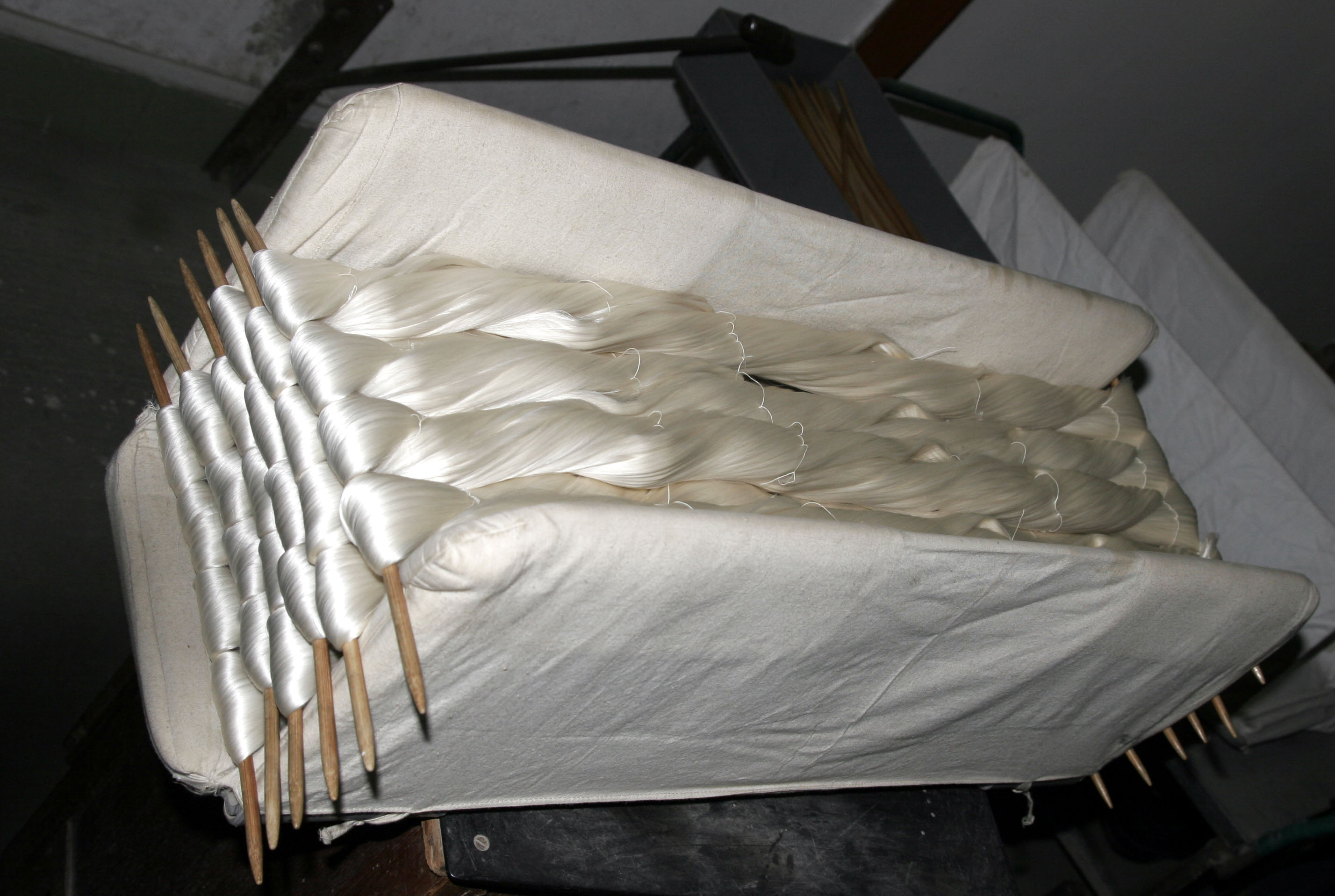
Tơ sợi
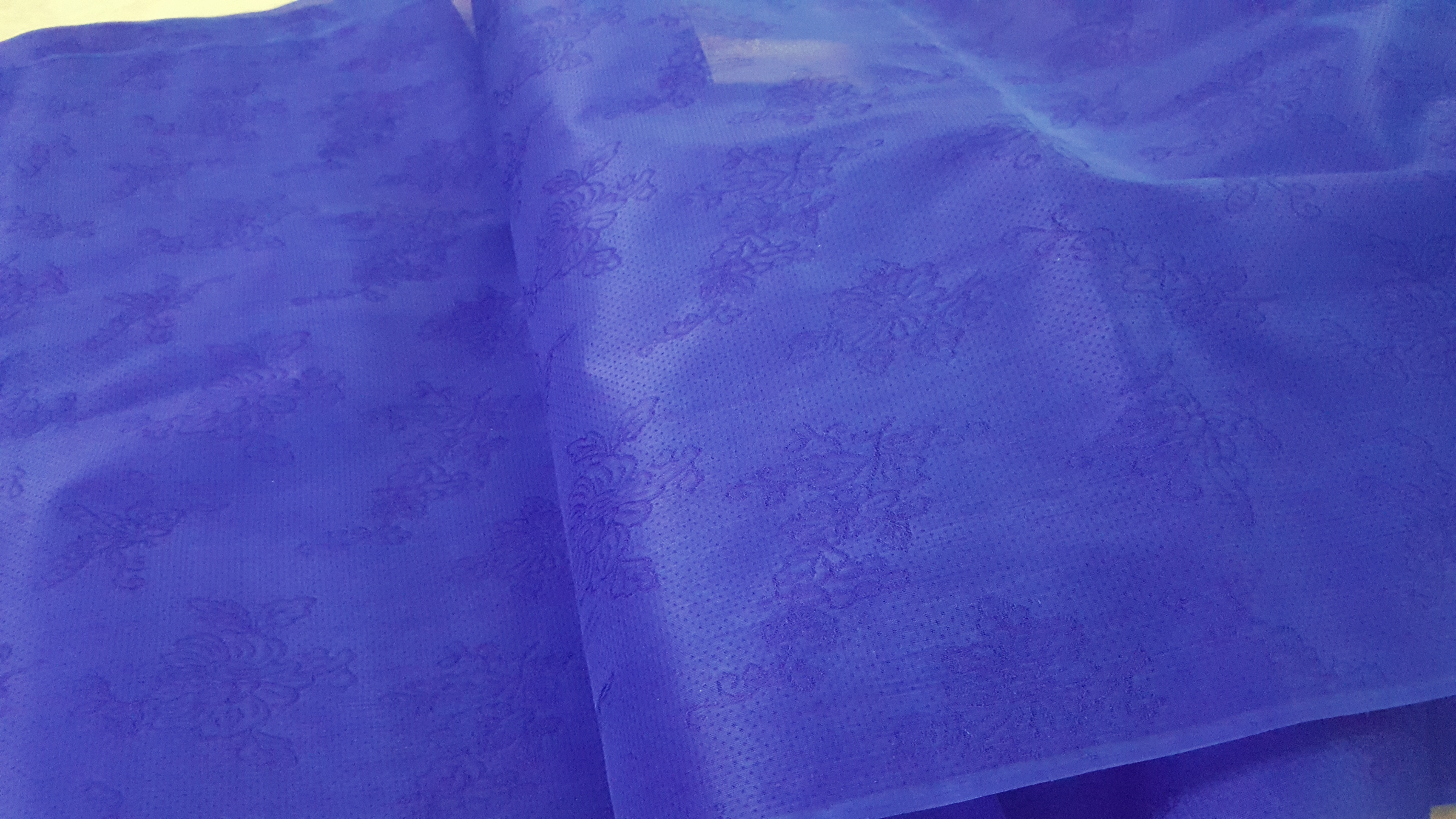
Tơ sống Vạn Phúc
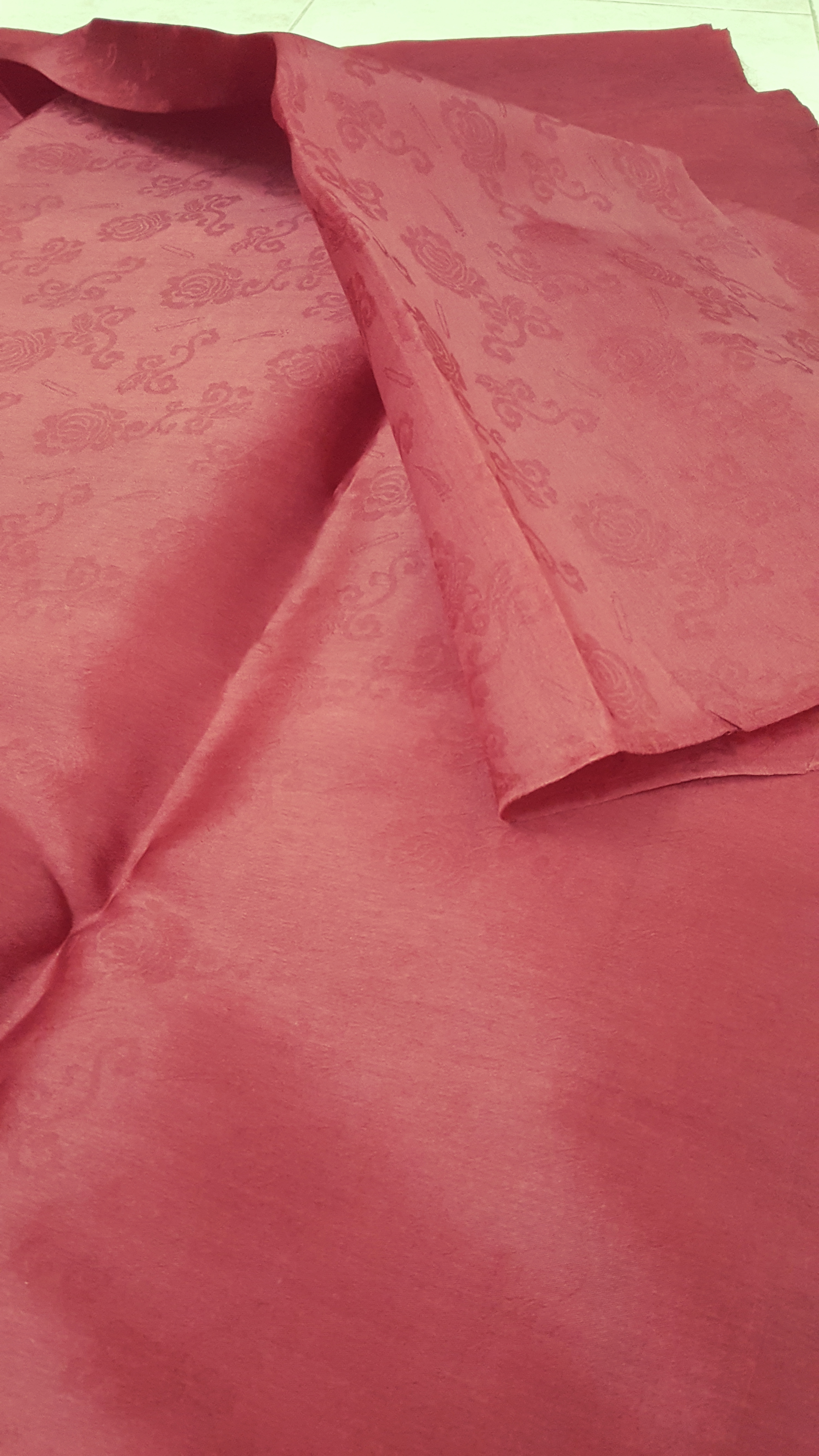
Lụa Mã Châu